# Língua tanana inferior
Tanana Inferior (também chamada tanana e/ou tanana médio) é uma língua atabascana em perigo de extinção, falada no interior do Alasca, no baixo rio Tanana em Minto e Nenana. Dos 380 da etnia Tanana nas duas vilas encontram-se somente 15 falantes da língua, entre as 250 pessoas de Minto." As línguas atabascanas formam uma família linguistica, também conhecida como Dené.
As tribos Athabaskans (ou Dené) que antigamente ocupavam um território entre os rios Salcha e Goodpaster falavam um dialeto distinto que os linguistas chamam de Tanana Médio.

## Dialetos
- Área Toklat: (Tutlʼot)
- Minto – Rio Nenana: Minto (Menhti) e Nenana (Nina Noʼ )
- Rio Chena : Vila Chena (Chʼenoʼ )
- Rio Salcha: Salcha (Sol Chaget)

## Fonologia
|             |             | Bilabial | Dental | Alveolar | Alveolar | Post- alveolar | Retroflexa | Palatal | Velar | Glotal |
| central     | lateral     | Bilabial | Dental |          |          | Post- alveolar | Retroflexa | Palatal | Velar | Glotal |
| ----------- | ----------- | -------- | ------ | -------- | -------- | -------------- | ---------- | ------- | ----- | ------ |
| Plosiva     | plain       | [p]      |        | [t]      |          |                |            |         | [k]   | [ʔ]    |
| Plosiva     | aspirada    |          |        | [tʰ]     |          |                |            |         | [kʰ]  |        |
| Plosiva     | ejetiva     |          |        | [tʼ]     |          |                |            |         | [kʼ]  |        |
| Africada    | plana       |          | [tθ]   | [ts]     | [tɬ]     | [tʃ]           | [tʂ]       |         |       |        |
| Africada    | aspirada    |          | [tθʰ]  | [tsʰ]    | [tɬʰ]    | [tʃʰ]          | [tʂʰ]      |         |       |        |
| Africada    | ejetiva     |          | [tθʼ]  | [tsʼ]    | [tɬʼ]    | [tʃʼ]          | [tʂʼ]      |         |       |        |
| Fricativa   | surda       |          | [θ]    | [s]      | [ɬ]      | [ʃ]            |            |         | [x]   | [h]    |
| Fricativa   | sonora      |          | [ð]    | [z]      |          |                |            |         | [ɣ]   |        |
| Nasal       | Nasal       |          |        | [n]      |          |                |            |         |       |        |
| Aproximante | Aproximante | [w]      |        |          | [l]      |                |            | [j]     |       |        |

Os sons vogais em Tanana inferior são  /a æ ɪ~i  ʊ~u ə/.
"No dialeto Minto de Tanana os falantes ocasionalmente alteram o número de sílabas em palavras mais longas.

## Exemplos de palavras
- dena   homem
- trʼaxa  mulher
- setseya   meu avô
- setsu  minha avó
- xwtʼana   clã
- ddheł   montanha
- tu   água
- sresr  urso negro
- bedzeyh  caribu
- łiga   cão
- beligaʼ  cão dele(a)
- kʼwyʼ   salgueiro
- katreth   mocassin
- trʼiyh  canoa
- yoyekoyh   (Aurora Borealis)
- tena  trilha
- khwnʼa  rio
- t’eede gaay menina pequena (Middle Tanana)

## Canções
Em um projeto de 2008-2009, o linguista Siri Tuttle do Native Language Center da Universidade do Alasca trabalhou com anciãos tananá para traduzir e documentar letras de músicas, algumas em arquivo no centro de idiomas e algumas gravadas durante o projeto."

## Ligações eternass
- Tanana Inferior basic lexicon at the Global Lexicostatistical Database